# Bárbara Eugenia
Bárbara Eugenia Almeida Pereira (Niterói, 5 de agosto de 1980) es una cantante y compositora brasileña.
En 2005, se mudó a São Paulo, donde el productor musical Apollo 9 la invitó a cantar dos canciones de la banda sonora del largometraje El Olor del Desagüe, de Heitor Dhalia. Luego, con el guitarrista Edgard Scandurra, participó de un proyecto de tributo al cantante francés Serge Gainsbourg. 
En el año 2008, luego de someterse a una cirugía en las cuerdas vocales para retirarle un quiste, Pupillo, Dengue y Rica Amabis la invitaron a integrar el colectivo 3 en Masa. Al año siguiente, grabó su primer álbum con la ayuda de Edgard Scandurra, Pupillo, Dengue, Tatá Aeroplano, Otto, Karina Buhr y Tom Zé.
En el 2012, participó de la serie web "Absurda - Lado A" junto al elenco integrado por: Elke Maravilla, Felipe Titto, Juliane Trevisol, Eduardo Sterblitch, Ellen Jabour, entre otros. Como tema de la serie web, Bárbara grabó la canción Acontece, del músico MacaU.
En el 2013, ganó el Premio Multishow a la Versión del Año por la regrabación de "¿Por qué peleamos?", éxito del disco azul de la cantante Diana, a quien homenajeó en un tributo en marzo de 2014. Ese show, realizado en el Teatro Paulo Autran, de São Paulo, tuvo la participación de Fernando Catatau (de la banda Ciudadano Instigado) y de Karina Buhr.
Ese mismo año 2014, con Diana, grabó los videos para la TV Folha. Además de entrevistas al canal, cantaron juntas las canciones "¿Por qué peleamos?" y "Completamente Enamorada".
Otro proyecto de 2014 fue el lanzamiento del disco Aurora, junto con Fernando Cappi (Chankas), guitarrista de la banda Hurtmold. Este disco tuvo nueve canciones en inglés inspiradas en los Beatles. La idea había surgido en 2012 cuando Bárbara leyó un libro sobre las historias detrás de las canciones del cuarteto. El dúo se presentó en 2014 y a principios de 2016. La propuesta original consistía en lanzar una versión física de las grabaciones en vinilo, pero la campaña de financiamiento colectivo (crowfunding) no recolectó la suma necesaria. Por eso, Aurora está disponible sólo para descargas gratuitas y en plataformas de streaming.     
En el 2015, realizó una serie de presentaciones en Europa durante la campaña de financiación colectiva para su tercer álbum. Un año después, volvió al continente americano para presentarse por diferentes países junto con la cantante Andreia Días.  
El día 31 de octubre de 2015, en el Sesc Belenzinho, en São Paulo, se presentó en el show de lanzamiento de la gira "Frou Frou". En un acto que ella definió como una "performance de amor", Bárbara hizo una intervención desnuda, al lado de los cantantes Peri Pane y Tatá Aeroplano, para defender la naturalización de la desnudez. El trío sostenía una pancarta con la siguiente pregunta: "¿Tú de qué tienes miedo?". La presentación fue bastante comentada en webs y portales de noticias.
La canción "Drop the bombs" se incluyó en la banda sonora de la película Reza La Leyenda, del director Homero Olivetto, lanzada en enero del 2016. También formó parte del tráiler del largometraje, protagonizado por Cauã Reymond y Sophie Charlotte.
Ese mismo año 2016, en una pausa en la mini gira por Europa con Andreia Días, se presentó en la premiere de la película Lilith's Awakening, de la directora Mônica Demes. Este fue el primer trabajo de Bárbara como actriz en un largometraje, en el que interpretó a la vampira Katarina.
Durante el mismo período, la canción "Corazón", de su segundo disco (Es lo que Tenemos, del año 2013), se incorporó a la banda sonora de la novela Viejo Chico. La canción pasó a ser el tema de la pareja Olivia (Giullia Buscacio) y Miguel (Gabriel Leone). Esta novedad puso en evidencia que es una de las canciones más aplaudidas de la carrera de Bárbara. 

## Discografía
Diario de BAD (2010) ;
Es lo que tenemos (Hola Música, 2013) + 1.000
Aurora (2014)
Frou Frou (2015) + 1.000
Vida Casual (2017, con Tatá Aeroplano)
Toda (2019)